# Daia (Bahnea), Mureș
Daia (în dialectul săsesc Denjel, în germană Denghel, Dengel, în maghiară Dányán, Szászdányán) este un sat în comuna Bahnea din județul Mureș, Transilvania, România.

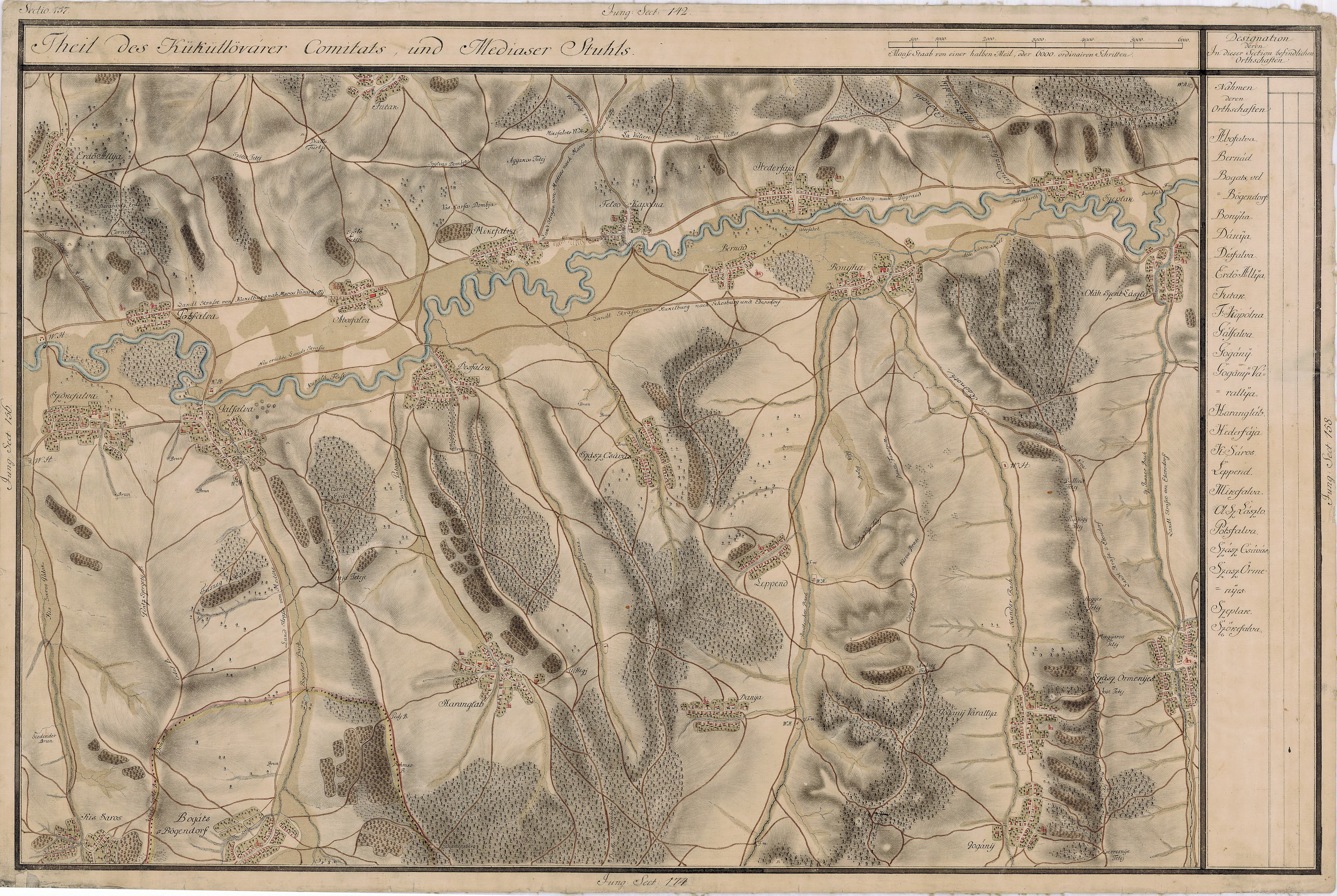
Daia (Bahnea) pe Harta Iosefină a Transilvaniei,
1769-1773

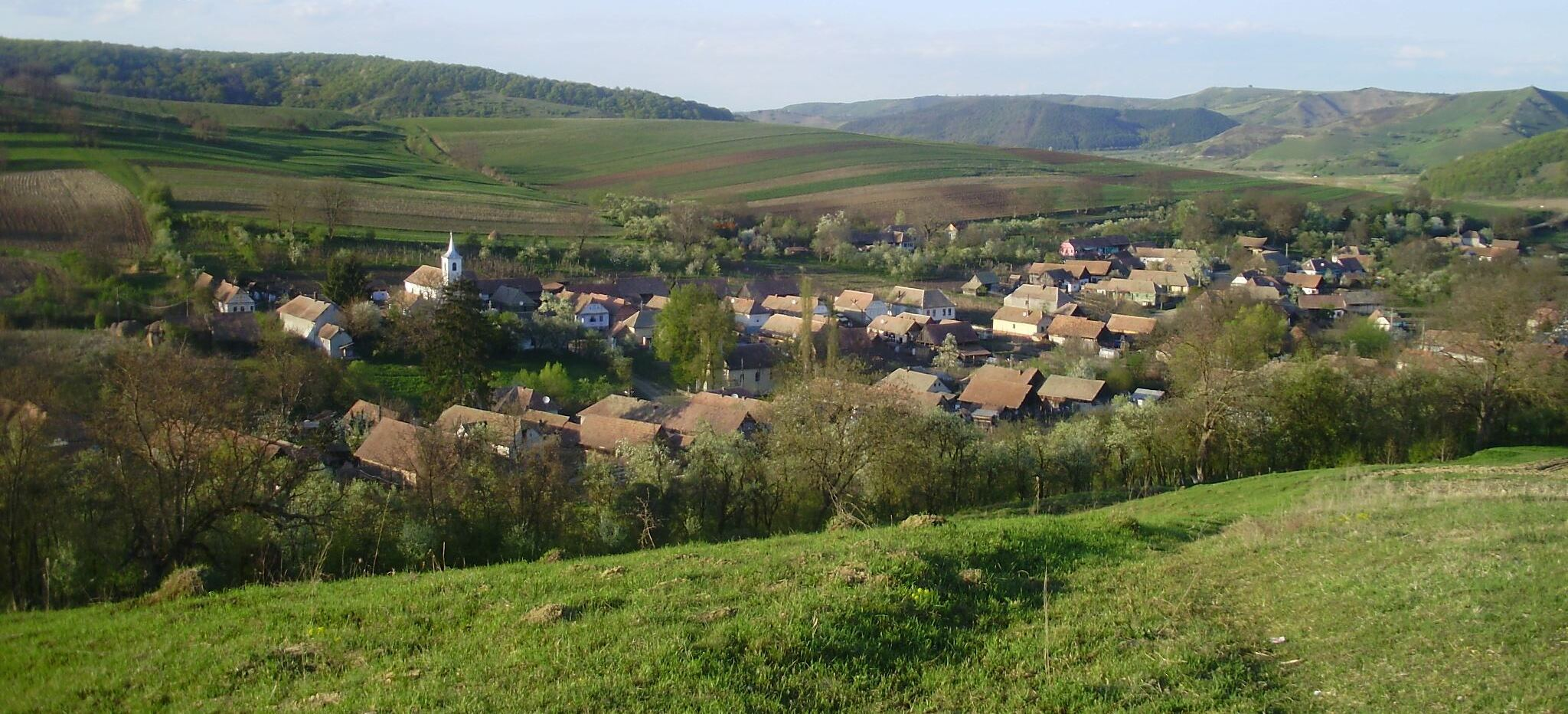
Daia, Bahnea (Dányán, Bonyha)

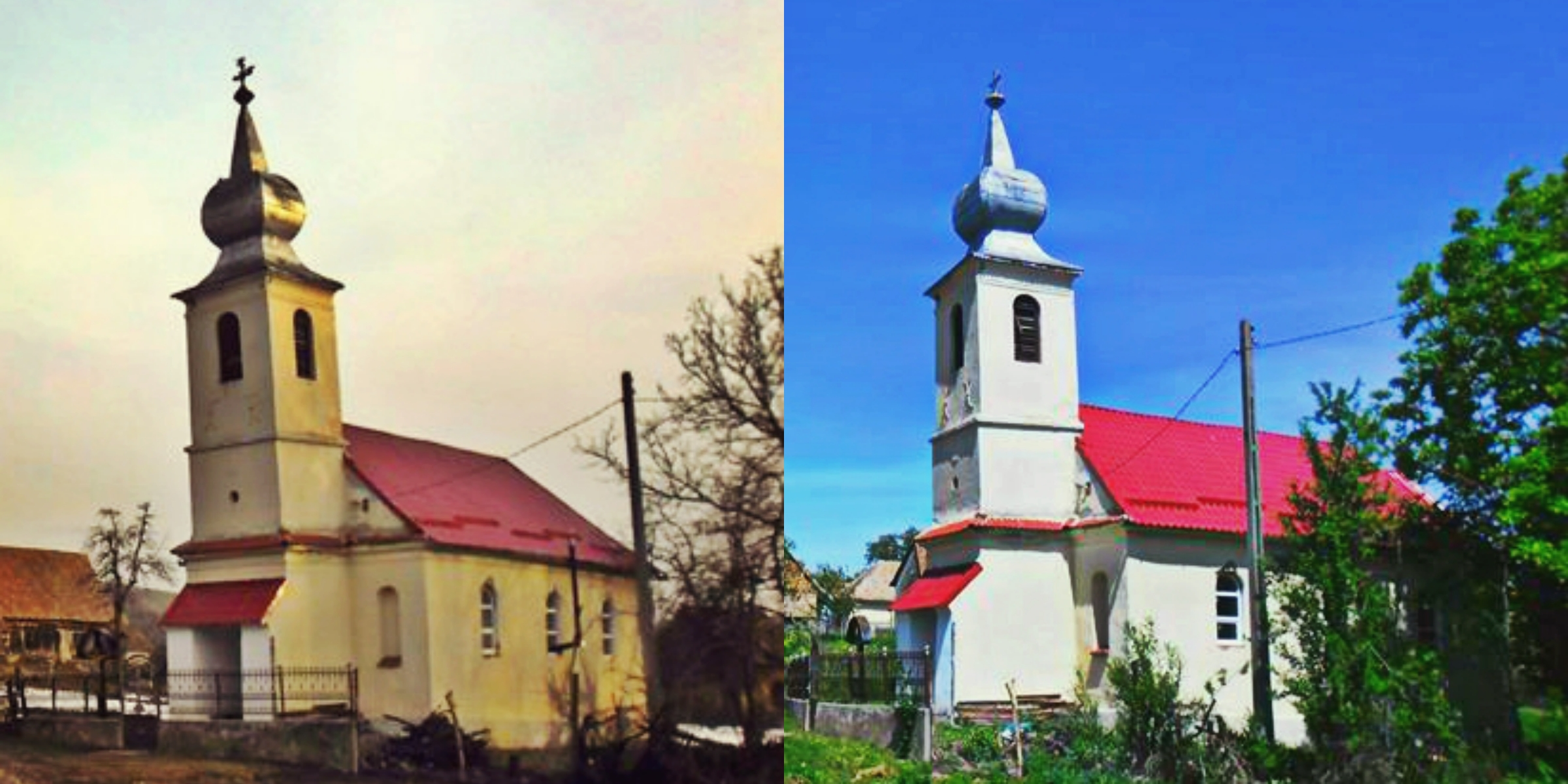
Biserica ortodoxă din Daia

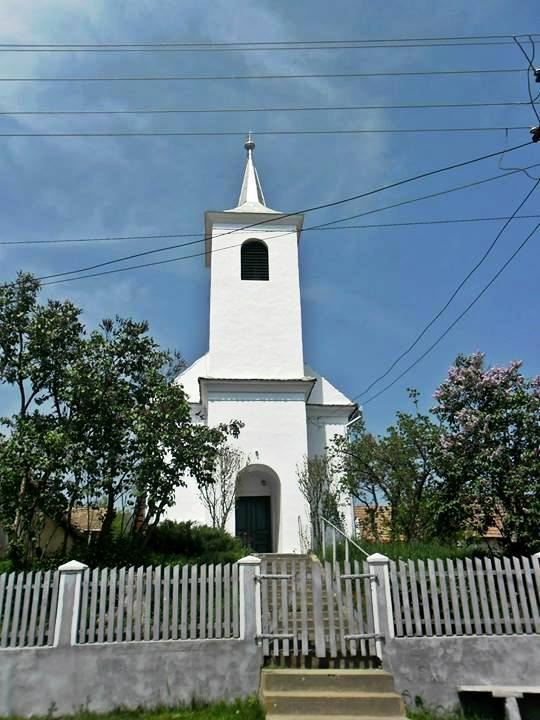
Biserica reformata din Daia

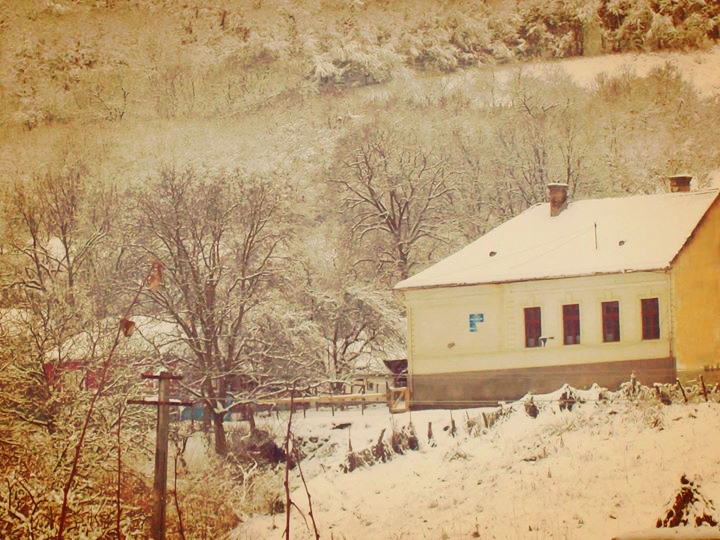
Şcoala generală din satul Daia

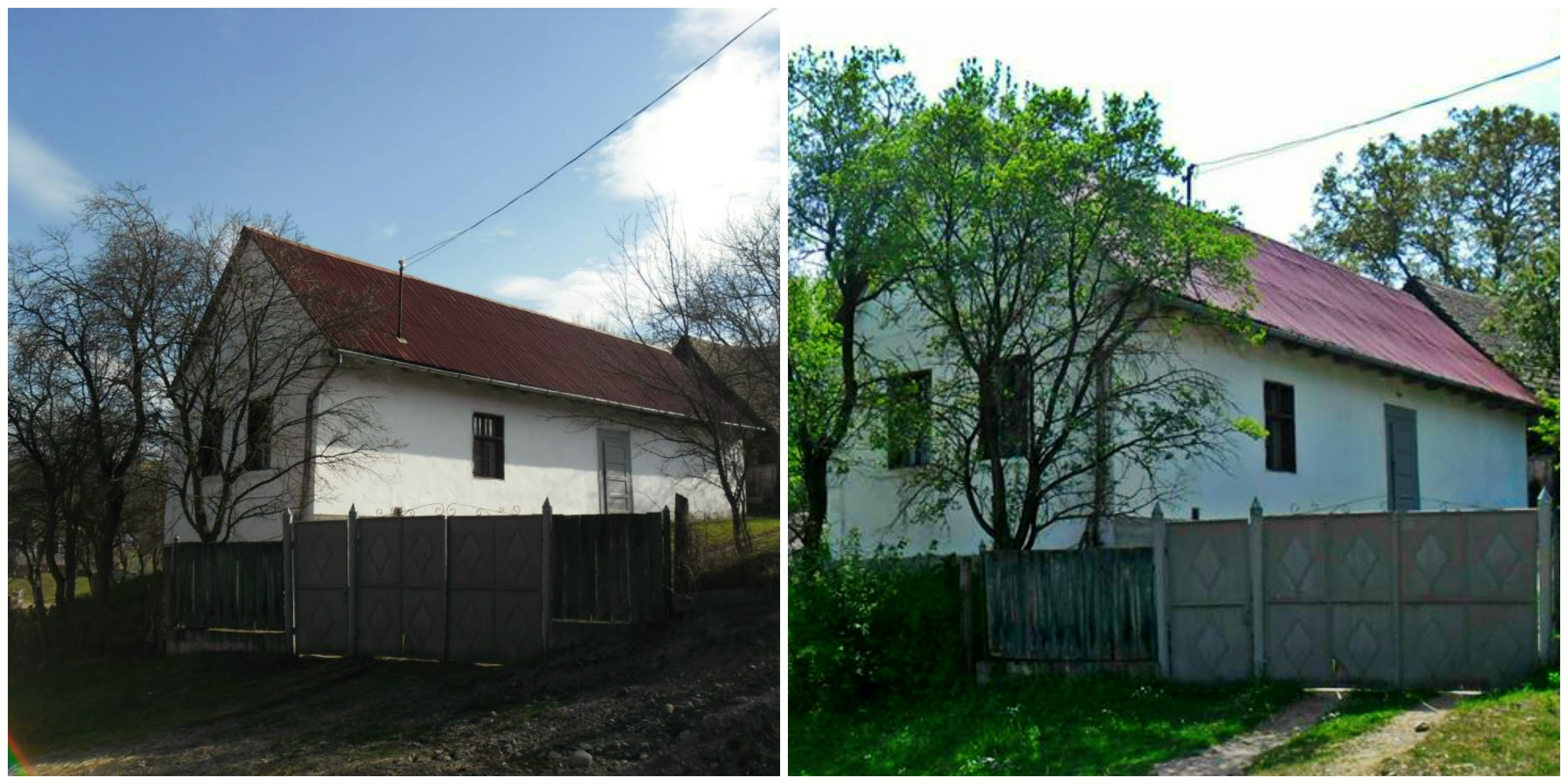
Căminul cultural din Daia, comuna Bahnea

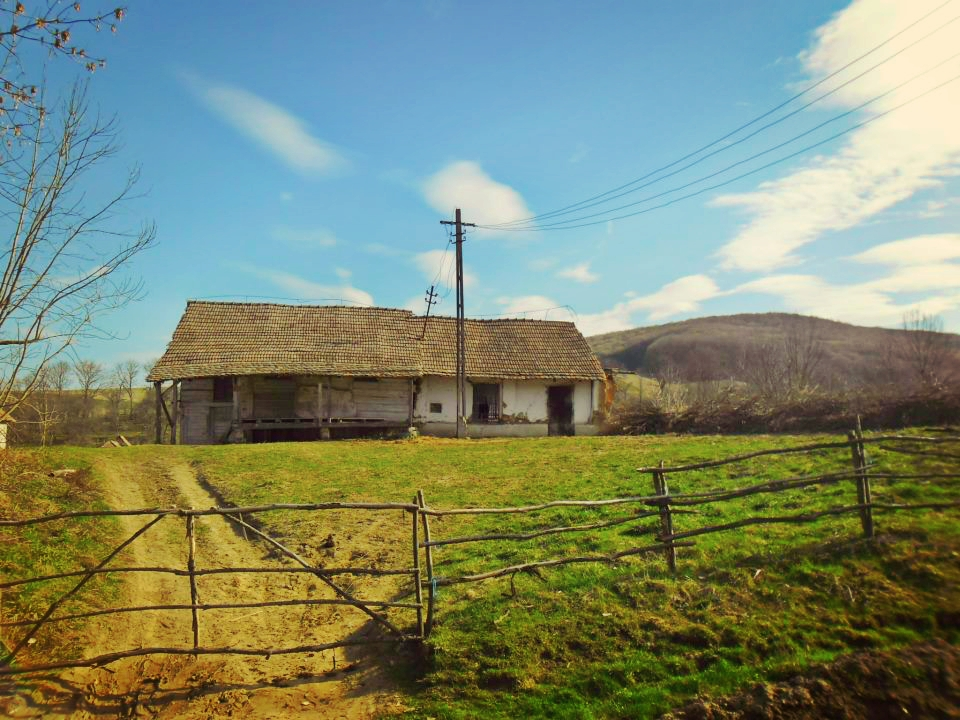
Moara din Daia, comuna Bahnea